# Asterostigma riedelianum
Asterostigma riedelianum là một loài thực vật có hoa trong họ Ráy (Araceae). Loài này được (Schott) Kuntze mô tả khoa học đầu tiên năm 1891.